# Agy
Pour les articles homonymes, voir Agy.
Agy est une commune française située dans le département du Calvados en région Normandie, peuplée de 317 habitants.

## Géographie
La commune se situe à 5 kilomètres de Bayeux, dans la vallée de la Drôme, elle fait partie de la communauté de communes Bayeux Intercom.
| Campigny    | Ranchy           |        |
|             | Agy              | Subles |
| Le Tronquay | Noron-la-Poterie |        |

### Hydrographie
La commune est située dans le bassin Seine-Normandie. Elle est drainée par la Drôme, le Ponché, un bras de la Drôme, le Vicalet et un autre petit cours d'eau.
La Drôme, d'une longueur de 58 km, prend sa source dans la commune de Souleuvre en Bocage et se jette  dans l'Aure à Maisons, après avoir traversé 26 communes. 

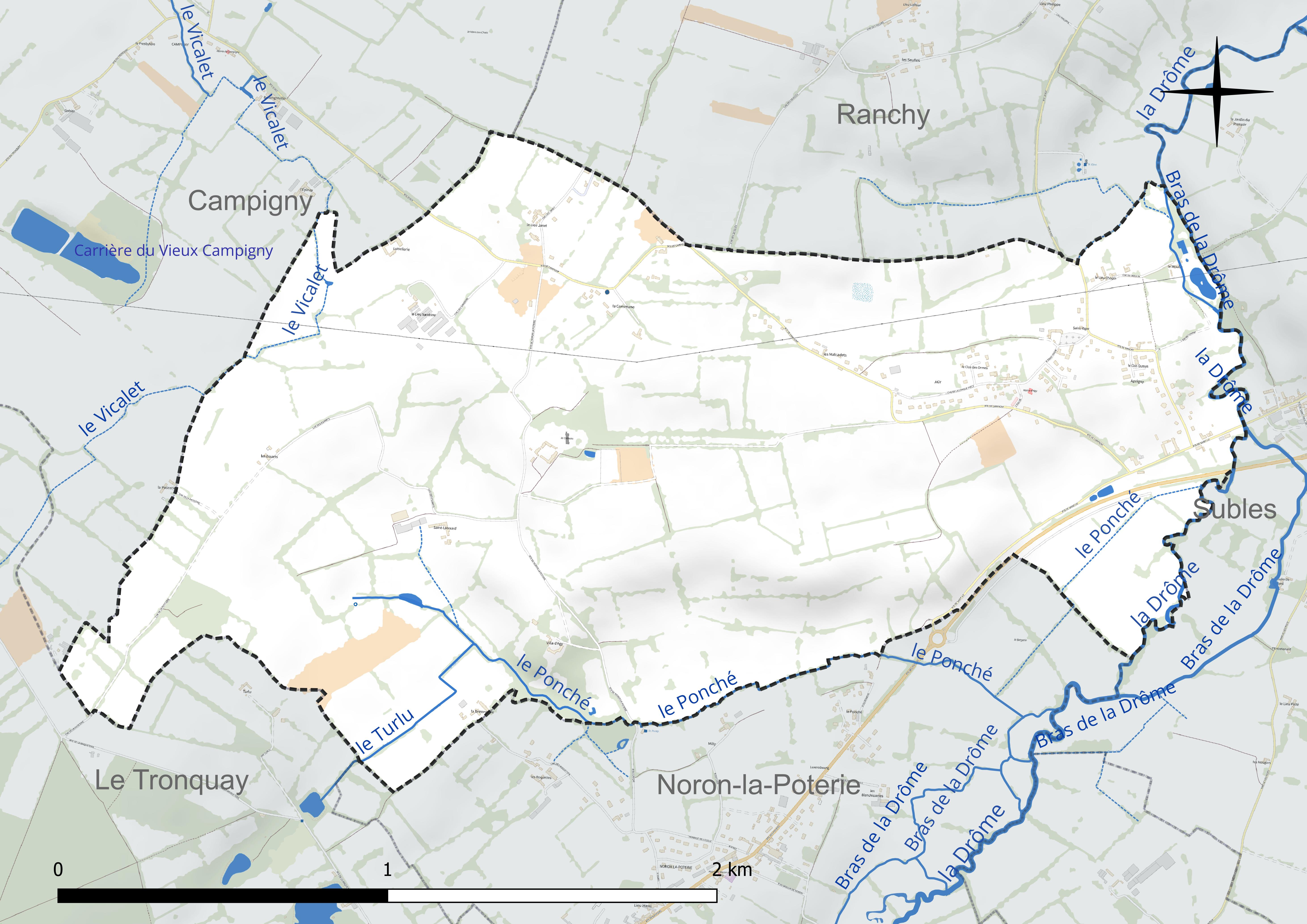
Réseau hydrographique d'Agy.

### Climat
Pour des articles plus généraux, voir Climat de la Normandie et Climat du Calvados.
En 2010, le climat de la commune est de type climat océanique franc, selon une étude du CNRS s'appuyant sur une série de données couvrant la période 1971-2000. En 2020, Météo-France publie une typologie des climats de la France métropolitaine dans laquelle la commune est exposée à un climat océanique et est dans la région climatique Normandie (Cotentin, Orne), caractérisée par une pluviométrie relativement élevée (850 mm/a) et un été frais (15,5 °C) et venté. Parallèlement le GIEC normand, un groupe régional d'experts sur le climat, différencie quant à lui, dans une étude de 2020, trois grands types de climats pour la région Normandie, nuancés à une échelle plus fine par les facteurs géographiques locaux. La commune est, selon ce zonage, exposée à un « climat des plateaux abrités », correspondant à la plaine agricole de Caen à Falaise, sous le vent des collines de Normandie et proche de la mer, se caractérisant par une pluviométrie et des contraintes thermiques modérées.
Pour la période 1971-2000, la température annuelle moyenne est de 10,7 °C, avec  une amplitude thermique annuelle de 11,8 °C. Le cumul annuel moyen de précipitations est de 760 mm, avec 12,8 jours de précipitations en janvier et 7,7 jours en juillet. Pour la période 1991-2020, la température moyenne annuelle observée sur la station météorologique la plus proche, située sur la commune de Balleroy-sur-Drôme à 9 km à vol d'oiseau, est de 11,2 °C et le cumul annuel moyen de précipitations est de 924,3 mm,. Pour l'avenir, les paramètres climatiques de la commune estimés pour 2050 selon différents scénarios d'émission de gaz à effet de serre sont consultables sur un site dédié publié par Météo-France en novembre 2022.

## Urbanisme

### Typologie
Au 1er janvier 2024, Agy est catégorisée commune rurale à habitat dispersé, selon la nouvelle grille communale de densité à 7 niveaux définie par l'Insee en 2022.
Elle est située hors unité urbaine. Par ailleurs la commune fait partie de l'aire d'attraction de Caen, dont elle est une commune de la couronne,. Cette aire, qui regroupe 296 communes, est catégorisée dans les aires de 200 000 à moins de 700 000 habitants,.

### Occupation des sols
L'occupation des sols de la commune, telle qu'elle ressort de la base de données européenne d'occupation biophysique des sols Corine Land Cover (CLC), est marquée par l'importance des territoires agricoles (94,5 % en 2018), une proportion identique à celle de 1990 (94,5 %). La répartition détaillée en 2018 est la suivante : 
prairies (54,1 %), terres arables (40,4 %), zones urbanisées (5,5 %). L'évolution de l'occupation des sols de la commune et de ses infrastructures peut être observée sur les différentes représentations cartographiques du territoire : la carte de Cassini (XVIIIe siècle), la carte d'état-major (1820-1866) et les cartes ou photos aériennes de l'IGN pour la période actuelle (1950 à aujourd'hui).

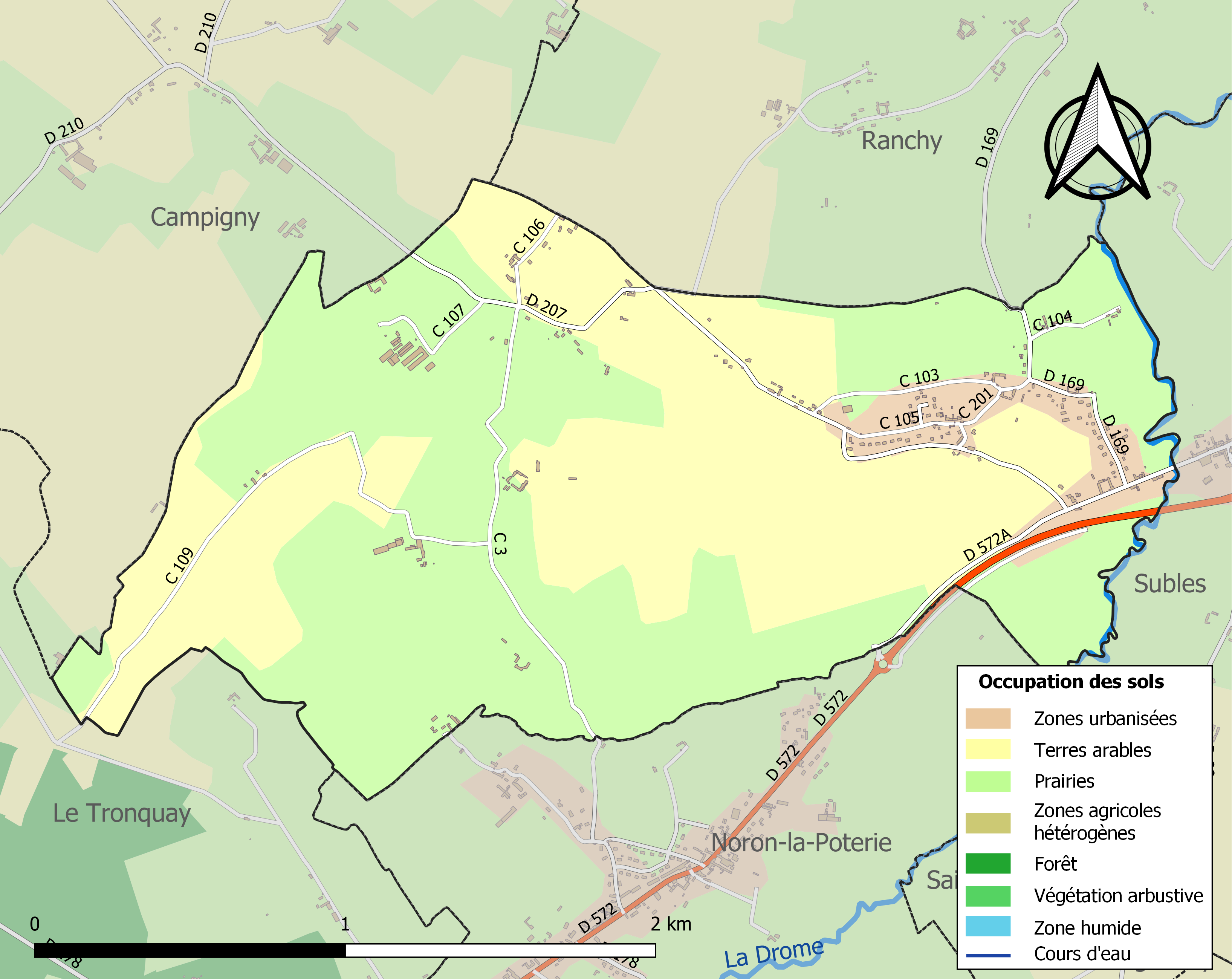
Carte des infrastructures et de l'occupation des sols de la commune en 2018 (CLC).

## Toponymie
Attesté sous la forme latinisée Ageyum au IXe siècle, puis Aagy et Agie en 1229, Ageium en 1242.
Ce toponyme semble être basé sur un anthroponyme latin Agius, suivi du suffixe gaulois de propriété -acum. Il s'agirait donc des terres d'un certain Agius.
Remarque : il semble que le nom de personne Agius soit gaulois, sur un radical ago- « combat, lutte » que l'on retrouve dans le nom de personne gaulois Comagius.

## Histoire
En 1834 la paroisse d'Agy étant rattachée à Subles, l'église d'Agy est mise à la vente au profit de Subles pour être détruite. Mais le 25 août 1834, les habitants s'opposèrent aux huissiers qui vinrent prendre possession des lieux avec les acquéreurs. Face à leur résistance, Alexandre Douesnel-Dubosq, procureur du roi fut mandé ainsi que les gendarmes mais la population armée de gourdins continua de s'opposer à la destruction de l'église et du cimetière. Dans l'après-midi, la Garde nationale de Bayeux arriva en renfort avec trois cents hommes, ce qui mit fin à l'émeute. Trois manifestants furent condamnés au tribunal 
correctionnel de Bayeux. La destruction de l'église eut lieu au cours des jours suivants. Les habitants de Subles fêtèrent cet événement, créant une rivalité entre les deux communes, un habitant de Subles allant jusqu'à fixer le coq du clocher de l'église d'Agy sur sa maison. Les habitants d'Agy rejoignirent alors l'Église catholique française de l'abbé Châtel et lancèrent une souscription qui aboutit à la construction d'une nouvelle église et à l'installation d'un prêtre, disciple de l'abbé Châtel. Les habitants d'Agy tenaient leur revanche.

## Politique et administration

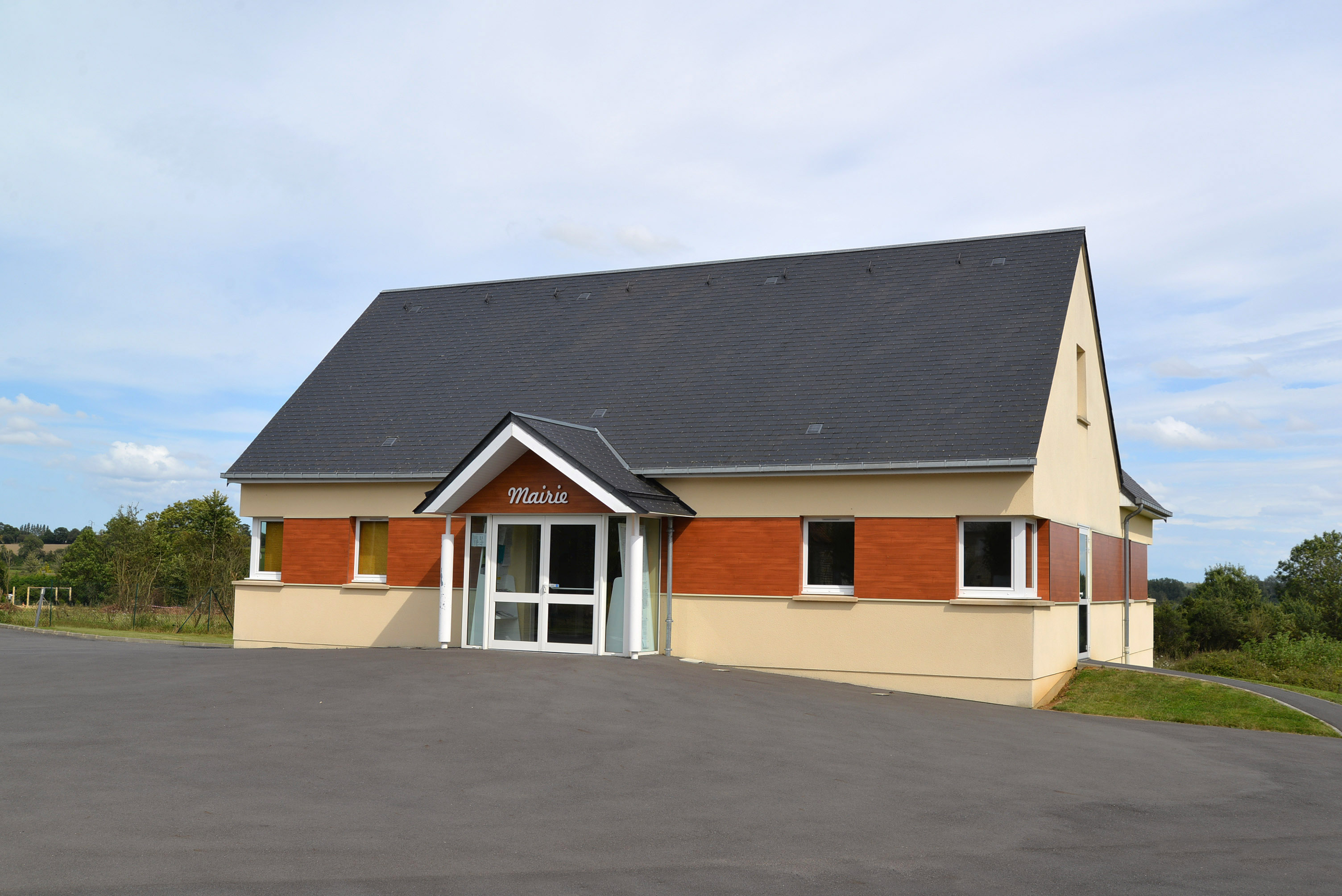
La mairie

| Période                                  | Période   | Identité            | Étiquette | Qualité                              |
| ---------------------------------------- | --------- | ------------------- | --------- | ------------------------------------ |
| ?                                        | mars 2001 | Francis Blondel     |           |                                      |
| mars 2001                                | mars 2014 | Claude Tillard      | SE        | Professeur de construction mécanique |
| mars 2014                                | mai 2020  | Yvette Jeanne       | SE        | Employée de gérance retraitée        |
| mai 2020                                 | En cours  | Christophe Poitevin | SE        | Marin de la marine marchande         |
| Les données manquantes sont à compléter. |           |                     |           |                                      |

## Démographie
L'évolution du nombre d'habitants est connue à travers les recensements de la population effectués dans la commune depuis 1793. Pour les communes de moins de 10 000 habitants, une enquête de recensement portant sur toute la population est réalisée tous les cinq ans, les populations de référence des années intermédiaires étant quant à elles estimées par interpolation ou extrapolation. Pour la commune, le premier recensement exhaustif entrant dans le cadre du nouveau dispositif a été réalisé en 2005.
En 2022, la commune comptait 317 habitants, en évolution de +11,23 % par rapport à 2016 (Calvados : +1,58 %, France hors Mayotte : +2,11 %).
| 1793 | 1800 | 1806 | 1821 | 1831 | 1836 | 1841 | 1846 | 1851 |
| ---- | ---- | ---- | ---- | ---- | ---- | ---- | ---- | ---- |
| 302  | 312  | 321  | 306  | 341  | 328  | 319  | 314  | 290  |

| 1856 | 1861 | 1866 | 1872 | 1876 | 1881 | 1886 | 1891 | 1896 |
| ---- | ---- | ---- | ---- | ---- | ---- | ---- | ---- | ---- |
| 289  | 303  | 298  | 264  | 273  | 256  | 269  | 250  | 269  |

| 1901 | 1906 | 1911 | 1921 | 1926 | 1931 | 1936 | 1946 | 1954 |
| ---- | ---- | ---- | ---- | ---- | ---- | ---- | ---- | ---- |
| 230  | 243  | 199  | 169  | 160  | 158  | 176  | 198  | 187  |

| 1962 | 1968 | 1975 | 1982 | 1990 | 1999 | 2005 | 2006 | 2010 |
| ---- | ---- | ---- | ---- | ---- | ---- | ---- | ---- | ---- |
| 162  | 183  | 135  | 267  | 280  | 280  | 259  | 252  | 240  |

| 2015 | 2020 | 2022 | - | - | - | - | - | - |
| ---- | ---- | ---- | - | - | - | - | - | - |
| 281  | 310  | 317  | - | - | - | - | - | - |

## Économie
La commune se situe dans la zone géographique des appellations d'origine protégée (AOP) Beurre d'Isigny et Crème d'Isigny.

## Culture locale et patrimoine

### Lieux et monuments
- Château du XVIIIe siècle et manoir seigneurial du XVIe appartenant à la même famille depuis 1805 et transmis depuis plusieurs générations par les femmes (Dragon de Gomiécourt / d'Isoard de Chénerilles / de la Poëze d'Harambure). Un hommage à cette famille se trouve sur les vitraux de l'église de la commune.
- Église Saint-Vigor, bâtie au XIXe siècle. Dans l'église, se trouve une statue de saint Léonard, évêque d'Avranches, datant du début du XVIe siècle[29], retrouvée dans un fossé au lieu-dit Saint-Léonard où se serait trouvé avant la Révolution un oratoire ou un prieuré. Au début du XIXe siècle, l'église d'Agy vétuste, était située au milieu du cimetière à quelques centaines de mètres de l'actuelle. Une nouvelle église fut construite à partir de 1834 grâce à une souscription des habitants qui ne voulaient pas, faute d'église, êtres rattachés à la paroisse voisine de Subles.
- La villa d'Agy (XIXe siècle). Honoré de Balzac, lors de son séjour à Bayeux, a rendu visite à la propriétaire des lieux, Mme de Hautefeuille « aussi remplie d'esprit, écrira-t-il, que la femme de Paris la plus spirituelle ».

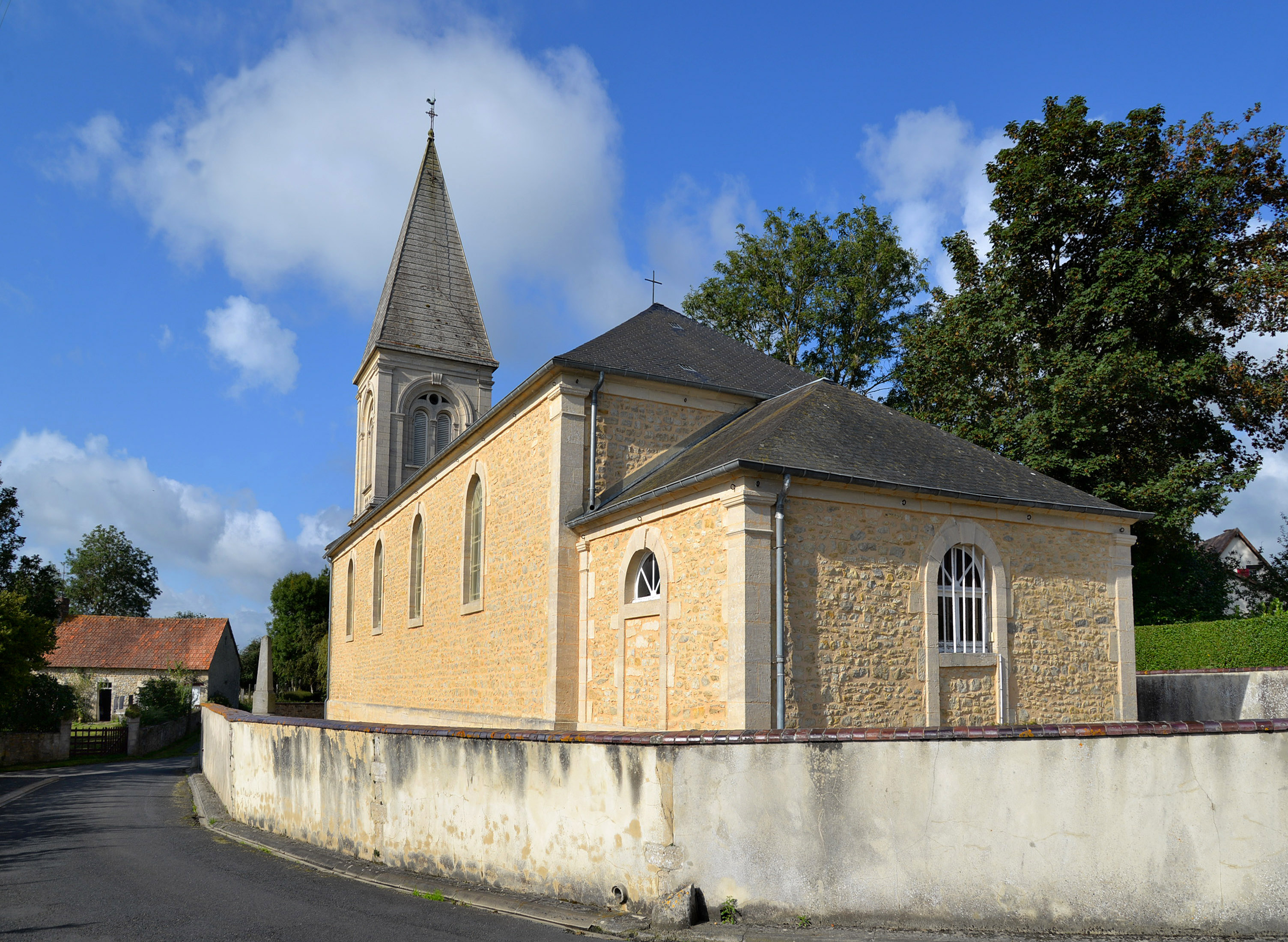
L'église Saint-Vigor.
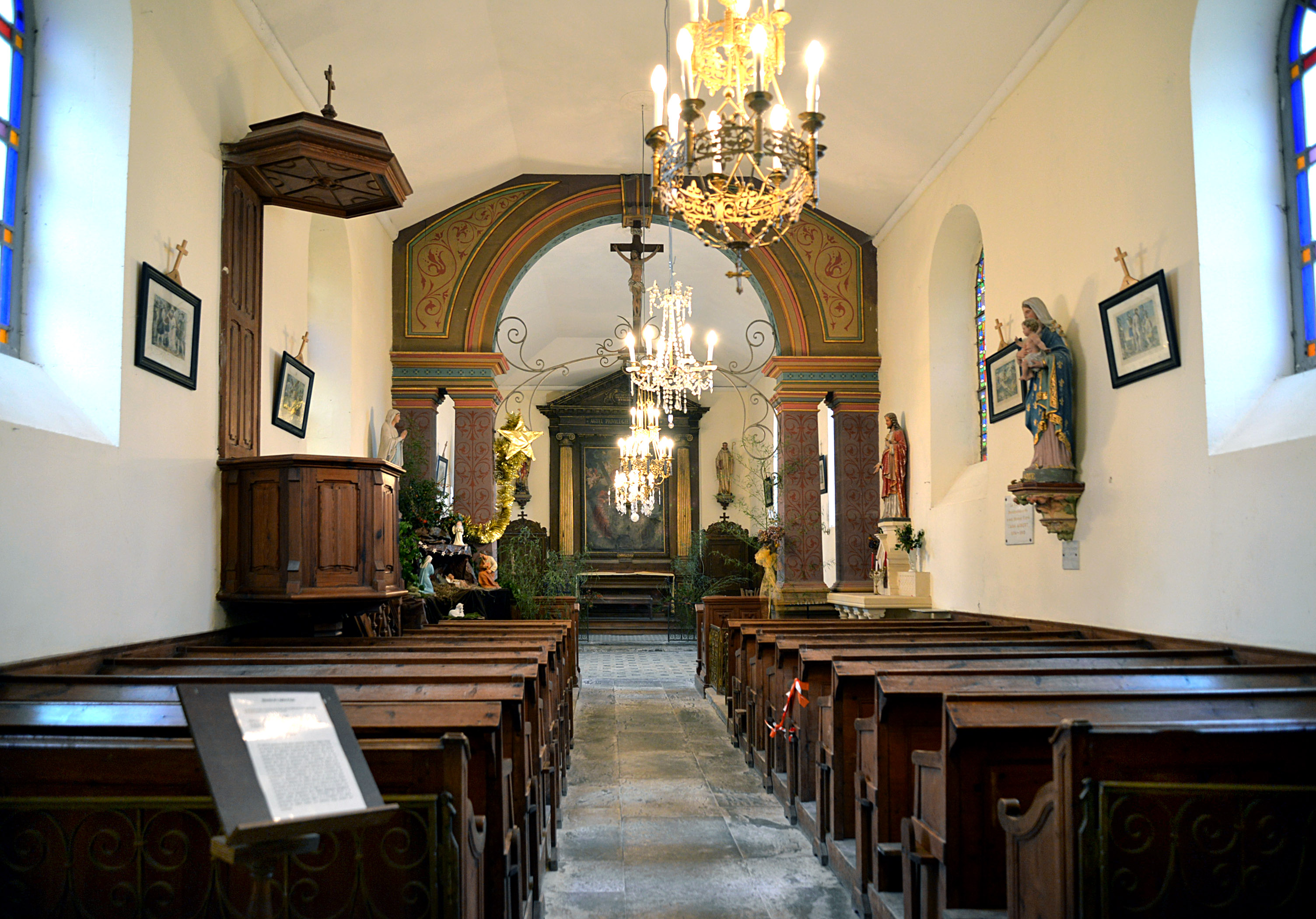
La nef de l'église.
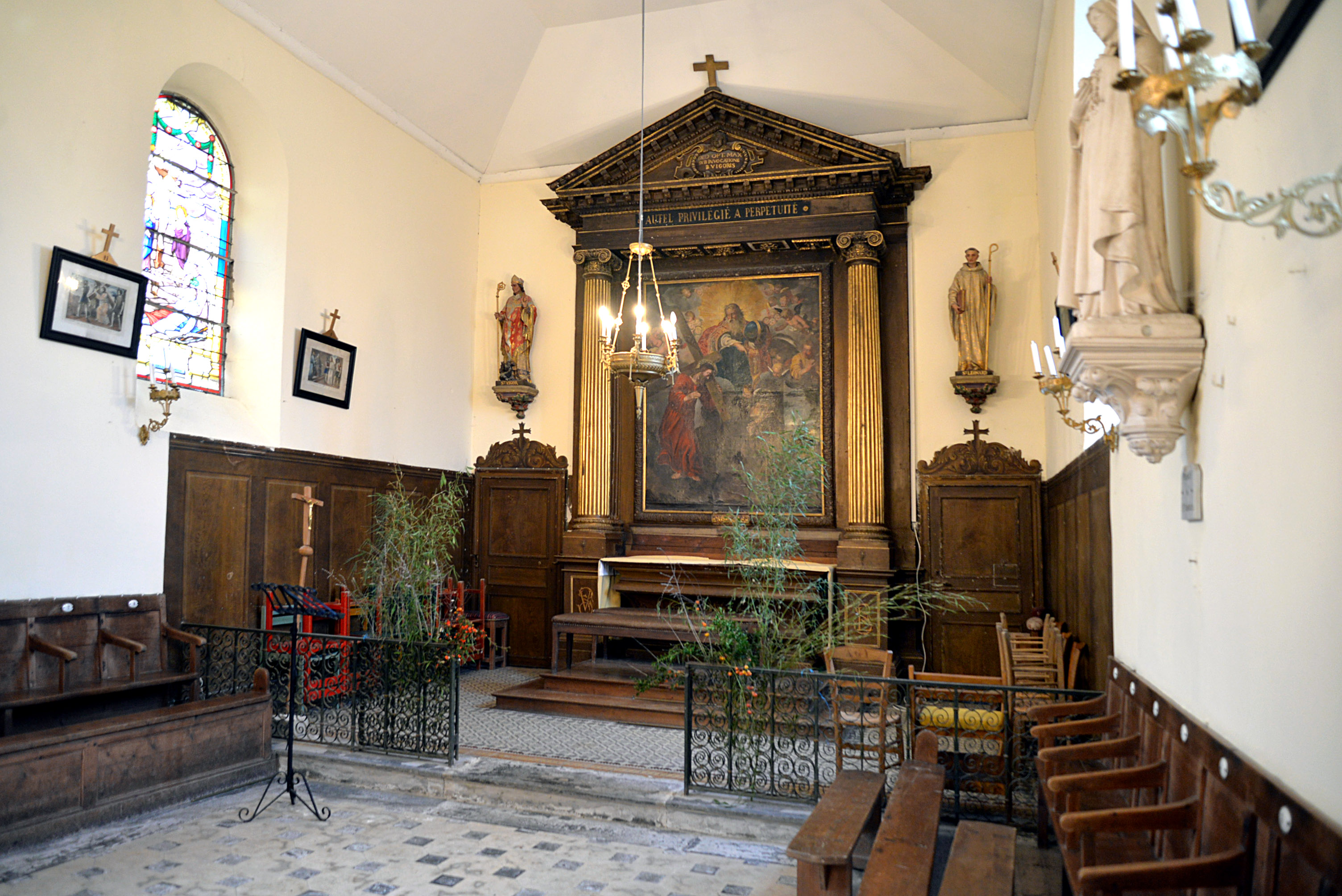
Le chœur de l'église.
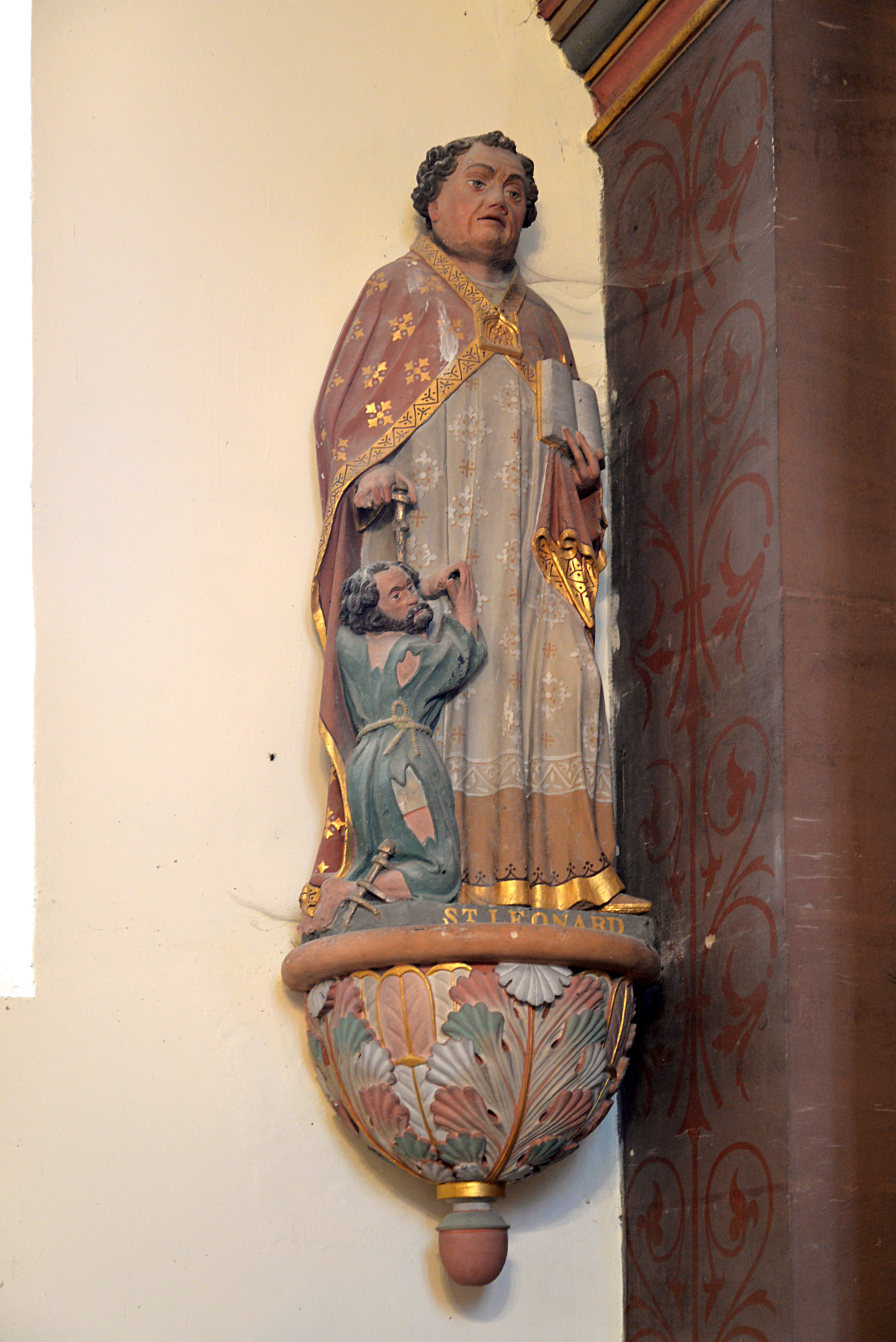
La statue de Saint-Léonard.
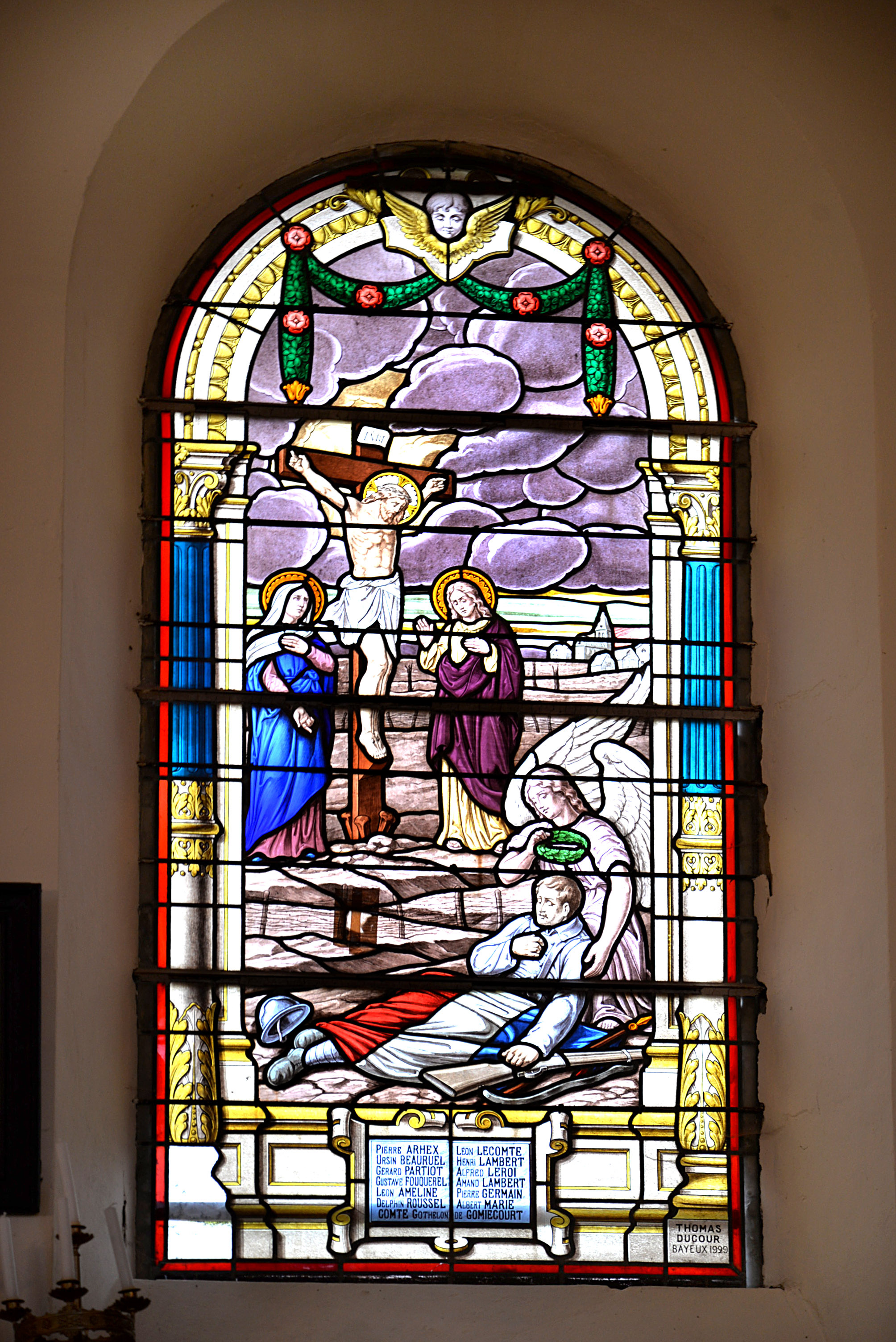
Vitrail commémoratif 14-18 dans l'église.
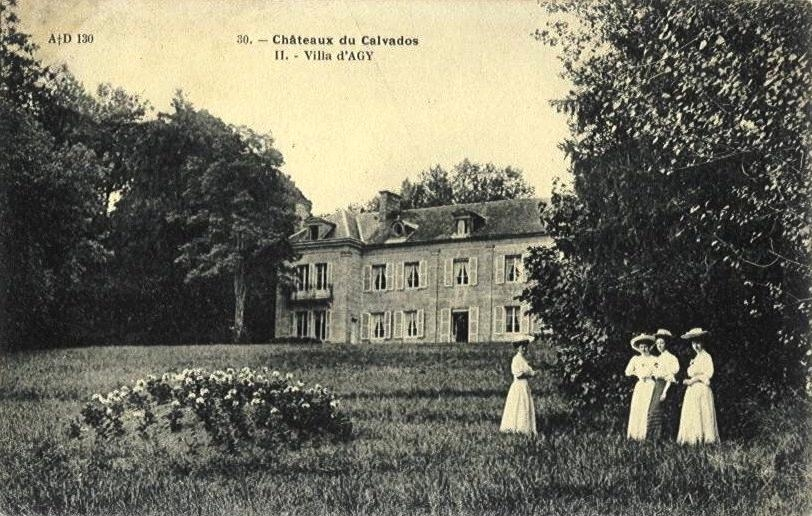
La villa d'Agy au début du siècle dernier.
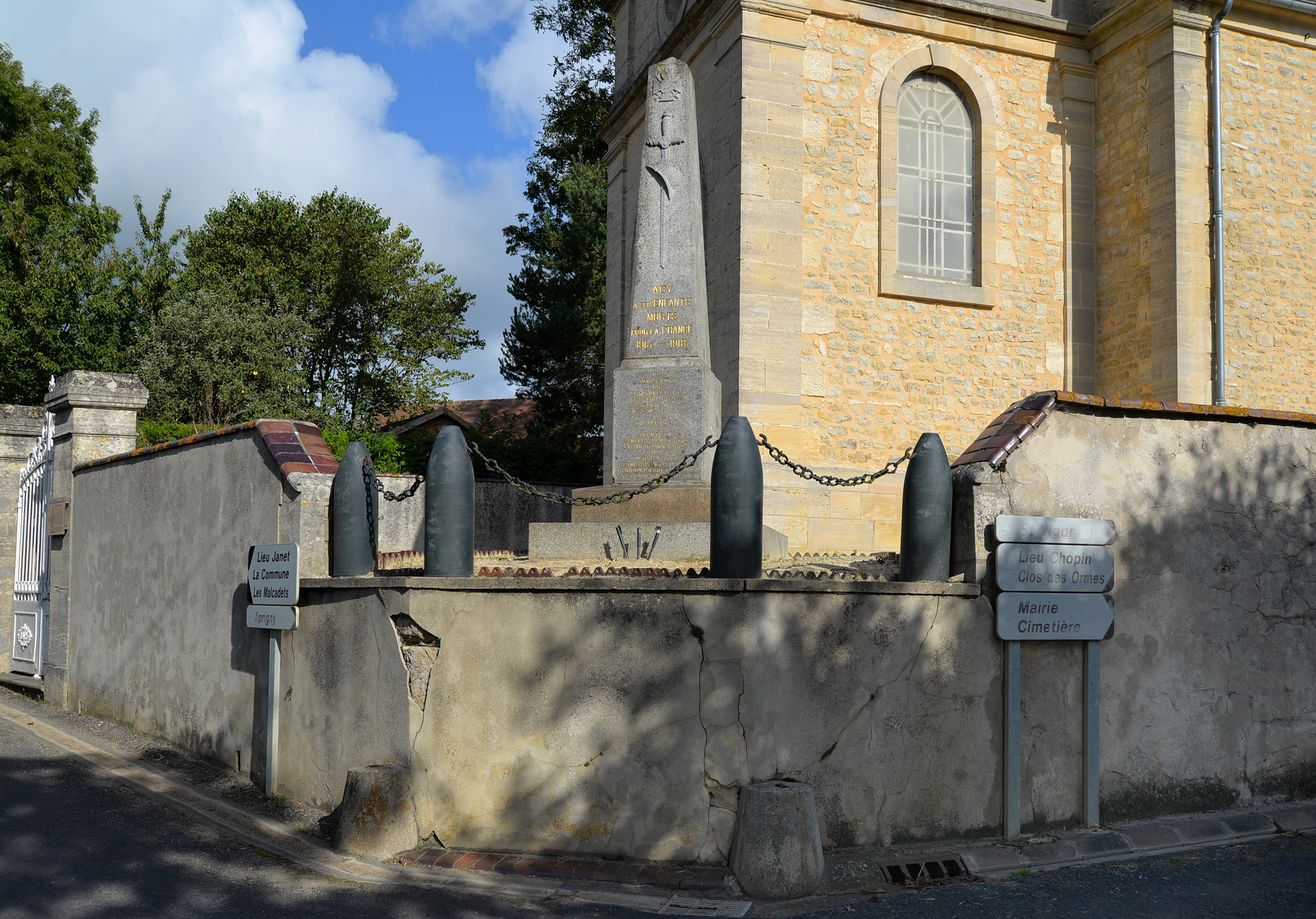
Le monument aux morts.

### Héraldique
| Blason de Agy | Blason  | D'azur à deux bandes ondées et abaissées d'argent, accompagnées à senestre d'un dragon contourné d'or armé et lampassé de gueules, au franc-quartier de gueules chargé de deux léopards d'or, armés et lampassés d'azur, l'un au-dessus de l'autre. |
| Blason de Agy | Détails | Le dragon rappelle saint Vigor, patron de la paroisse ; les ondes sont pour la Drôme qui arrose la commune ; les léopards sont repris des armes de la Normandie. Adopté le 19 février 2022.                                                         |